# Enrique II de Reuss-Gera
Enrique II de Reuss (línea menor), con el sobrenombre de el Póstumo (10 de junio de 1572, Gera; 23 de diciembre de 1635, Gera), fue el segundo señor de Gera, señor de Lobenstein y señor de Oberkranichfeld.

## Biografía
Enrique II nació póstumamente, como el único hijo de Enrique XVI de Reuss-Gera (1530-1572), el fundador de la Línea menor de Reuss, y de su esposa, la Condesa Dorotea de Solms-Sonnewalde (1547-1595).
Enrique promovió con éxito la educación y la economía de su país. En 1608, fundó el Gymnasium Rutheneum en Gera (ahora Goethe-Gymnasium/Rutheneum). En contra del consejo de su consejero teológico, concedió asilo a refugiados Calvinistas de Flandes y los albergó en su ciudad capital en Gera. Esto llevó a un brote en la producción de lana y a un boom económico. Durante su reinado, Gera también se desarrolló como un centro cultural de la región de Reuss. Enrique era un frecuente invitado en las cortes de Viena y Dresde.

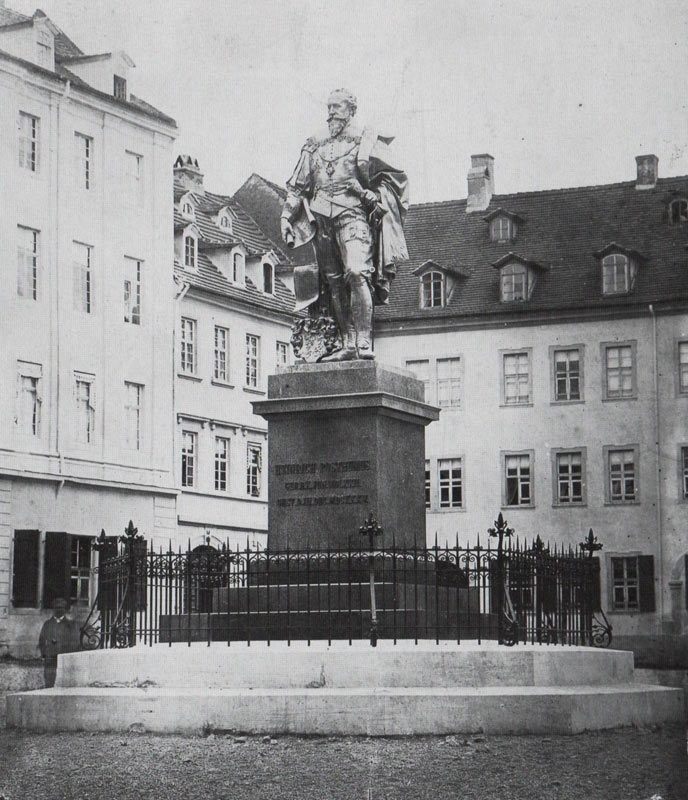
Estatua de Enrique II en Gera. Fotografía tomada c. 1920

Enrique II murió el 23 de diciembre de 1635 y fue enterrado en la Iglesia del Salvador en Gera. El compositor Heinrich Schütz escribió su Musikalische Exequien para esta ocasión. Su ataúd de cobre elaboradamente decorado, con proverbios bíblicos y corales evangélicas, fue transferido de la Iglesia del Salvador a la Iglesia de San Juan en 1995. En 2011, fue expuesto en una exhibición sobre prácticas funerarias en la Edad Moderna en el museo de la ciudad de Gera. También ha estado en exhibición en el Museo de Cultura Sepulcral en Kassel.

## Matrimonio e hijos

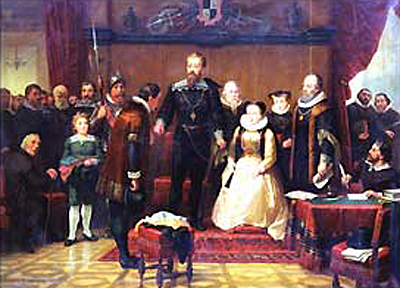
Familia de Enrique II el Póstumo

En Weikersheim el 7 de febrero de 1594, Enrique II contrajo matrimonio por primera vez con Magdalena de Hohenlohe-Weikersheim-Langenburg (28 de diciembre de 1572 - 2 de abril de 1596), hija del Conde Wolfgang de Hohenlohe-Weikersheim-Langenburg. Tuvieron una hija:
- Dorotea Magdalena (25 de febrero de 1595 - 29 de octubre de 1647), desposó en 1620 al to Burgrave Jorge de Kirchberg.

En Rudolstadt el 22 de mayo de 1597, Enrique II contrajo matrimonio por segunda vez con Magdalena de Schwarzburgo-Rudolstadt (12 de abril de 1580 - 22 de abril de 1652), hija del Conde Alberto VII de Schwarzburgo-Rudolstadt. Tuvieron diecisiete hijos:
- Juliana María (1 de febrero de 1598 - 4 de enero de 1650), desposó en 1614 al Conde David de Mansfeld-Schraplau.
- Enrique I (21 de febrero de 1599 - 27 de julio de 1599)
- Inés (17 de abril de 1600 - 1 de febrero de 1642), desposó en 1627 al Conde Ernesto Luis de Mansfeld-Heldrungen.
- Isabel Magdalena (8 de mayo de 1601 - 4 de abril de 1641).
- Enrique II (14 de agosto de 1602 - 28 de mayo de 1670), Señor de Gera y Saalburg.
- Enrique III (31 de octubre de 1603 - 12 de julio de 1640), Señor de Schleiz.
- Enrique IV (21 de diciembre de 1604 - 3 de noviembre de 1628).
- Enrique V (3 de noviembre de 1606 - 3/7 de noviembre de 1606), gemelo de Enrique VI.
- Enrique VI (3 de noviembre de 1606 - 3/7 de noviembre de 1606), gemelo de Enrique V.
- Sofía Eduviges (24 de febrero de 1608 - 22 de enero de 1653).
- Dorotea Sibila (7 de octubre de 1609 - 25 de noviembre de 1631), desposó en 1627 al Barón Cristián Schenk de Tautenburg.
- Enrique VII (15 de octubre de 1610 - 24 de julio de 1611).
- Enrique VIII (19 de junio de 1613 - 24 de septiembre de 1613).
- Ana Catalina (24 de marzo de 1615 - 16 de febrero de 1682).
- Enrique IX (22 de mayo de 1616 - 9 de enero de 1666), Señor de Schleiz.
- Ernestina (19 de marzo de 1618 - 23 de febrero de 1650), desposó en 1639 a Otón Alberto de Schönburg-Hartenstein.
- Enrique X (9 de septiembre de 1621 - 25 de enero de 1671), Señor de Lobenstein y Ebersdorf.

## Sucesión
| Predecesor: Enrique XVI el Joven | Señor de Reuss-Gera 1572-1635 | Sucesor: Gobierno conjunto entre Enrique II, Enrique III, Enrique I, Enrique IX y Enrique X 1635 |